# December 4. Drótművek
A December 4. Drótművek állami vállalat volt Miskolcon, a Besenyő utca 18. szám alatt. Adolf Deichsel cégének a jogutódja volt az államosítás után. (A cégnév gyakran elírt alakban, Deischel formában szerepel magyar forrásokban.)
A privatizációt követően zárt körűen működő részvénytársaság formában működik.

## Története

### Előzmények a második világháború végéig
Adolf Deichsel vaskohászt, id. Adolf Deichsel német gyáriparos fiát 1911-ben kereste meg Miskolc városa azzal, hogy drótgyárat szeretne építeni. Deichsel gyára a Zsolcai kapuból észak felé terjeszkedő ipartelepen, a Miskolc–Bánréve–Ózd-vasútvonal szomszédságában jött létre 1912-ben, és a következő évben kezdte meg a termelést.

### A második világháborút követően
A második világháború során a német tulajdonosok utasítására a gépek nagy részét leszerelték és elvitték. 1944. december 4-én a környéken lakó munkások hozzáfogtak a romok eltakarításához és a helyreállításhoz. Mivel német tulajdonosai voltak a részvénytársaságnak, a második világháborút követően a gyár szovjet tulajdonba került.
1952-ben kapta meg a Magyar Állam. Felügyeleti szerve a Kohó- és Gépipari Minisztérium Tömegcikkipari Igazgatósága lett. Az 1952. október 31-i alapítási határozat szerint a vállalat elnevezése: Acéldrót és Drótkötélgyár lett.
Miskolc 1944. december 4-i felszabadítása és szovjet megszállása 10. évfordulóján, 1954-ben az állami vállalat a December 4. Drótművek nevet kapta.
A vállalat termékei a következők voltak: Huzalgyártmányok, úgy mint nagyszilárdságú acélhuzalok, betonfeszítő huzalok, horganyzott huzalok, rugóhuzalok, gumiipari huzalok, küllőhuzalok, különféle alakos huzalok; sodronykötél gyártmányok; laposkötelek, flex kötelek, különféle sodrott szerkezetek, szerelt (fülecselt) kötelek; vezetéksodrony gyártmányok: acél-alumínium kábelek, alumínium és ötvözött alumínium vezetéksodronyok, Koral, Miral kábelek; építőipari hegesztett síkhálók, bányarácsok, felülettisztító acélszemcsék, acélhaj, alumíniumszálka.
1957-től a gyárat a Kohó- és Gépipari Minisztérium Vaskohászati Igazgatóságának felügyelete alá helyezték.
1958 és 1960 között, 64,3 millió Ft ráfordítással, 1 millió USD-s évi megtakarítást hozó fejlesztés valósult meg, a drótkötélimport csökkentése révén. 1961-ben a Csepel Fémművektől átkerült az aludúr és keményalumínium szabadvezeték gyártása. 1961 és 1965 között az új építőipari technológia, a feszítettelemes építkezés elterjesztése érdekében további 280 millió Ft-os beruházást hajtottak végre. 1967-ben új huzalmű kezdte meg a termelést, amely különböző méretű acélhuzalok, sodronykötelek, speciális szakipari huzalok és laposkötelek gyártására volt alkalmas.
A magas műszaki színvonalú új importkiváltó termék, a betonfeszítő pászma gyártása 1981-ben kezdődött meg. 1986-ban a vállalat bányabiztosító rácsok gyártására korszerű berendezést és technológiai know-how-t vásárolt.

### Az állami vállalat emlékezete
Pócsik István (sz. 1933) 1987-ben készített egy ezüstözött fém emlékérmet(42,5 mm) „A 'December 4' Drótművek 75 éves / 1921–1987” felirattal.
1993-ban Robonyi Andor és Imolayné Váradi Márta publikáltak egy visszatekintést a Bányászai és Kohászati Lapokban Nyolcvan éves drótgyár címmel.

### A D&D Drótáru Zrt.
A privatizáció során 1994-ben a Metaltrade Hungária Kft. privatizálta a vállalat vagyonának nagy részét. A cég új neve kezdetben D&D Drótáru és Drótkötél Ipari és Kereskedelmi Kft. lett. Később részvénytársasággá alakult, D&D Drótáru Zrt. néven. Az új tulajdonos megtartotta az eredeti termékszerkezetet és igyekezett visszaszerezni a piacokat. A fejlesztések új irányát a betonacél-huzalok és feszítőpászmák fejlesztése jelentette, elkészült az automata pácolósor, és elkezdődött egy új betonacél üzem kialakítása.
A tulajdonosok 2004-ben döntöttek a gazdaságtalannak ítélt termékek előállításának megszüntetéséről. Ez a sodronykötelek, kábelek, horganyzott huzalok, hegesztett hálók gyártását érintette.
2011-ben 100%-os tulajdonrészt szerzett a társaságban a Třinecké Železárny, a.s. nevű cseh cég, amely a cseh Moravia Steel cégcsoporthoz tartozik.
A társaság neve időközben a ma is használatos D&D Drótáru Zrt.-re rövidült. Jelenlegi címe Sajószigeti utca 4, a Besenyői utca közelében.

#### Jelenlegi termékei
- stabilizált betonfeszítő pászma
- stabilizált feszítőhuzal
- hidegen húzott feszítőhuzal
- HDPE bevonatos feszítőpászmák